# United Kennel Clubs International
United Kennel Clubs International e.V. (forkortet UCI) er en internationalt paraplyorganisation for nationale kennel klubber grundlagt 1976 i Tyskland. UCI e.V. er en international organisation, hvilket betyder, at enkeltpersoner ikke kan være medlem, men kun foreninger.
Tyskland er repræsenteret ved Dog Breeders Association (RVD). Det vil sige, alle hunde i Tyskland, med UCI papirer også er medlemmer af RVD

## UCI medlemmer
UCI har i øjeblikket disse medlemmer
- Ungarn
- Belgien - Kennel Club Belge
- Danmark - Den Danske Hundeforening (DDH)
- Canada - Canadian Breeders and doglover (CBDL)
- Kroatien - Kinološki Sabor Hrvatske
- Litauen - Federation of Animal Breeders Lithuania (LGAC)
- Rusland - Organization of the Russian Treaty Kennel Club (RKV)
- Slovakiet - Slovenská federácia kynológov
- Ukraine - IPO Kinology
- USA - Independent Social Kynologie Organisation
- Tyskland - Dog Breeding Association Germany e. V
- Kasakhstan
- Letland
- Moldova
- Schweiz
- Tjekkiet - UCI-CKF

## Ekstern henvisning
- Den officielle hjemmeside for United Kennel Clubs International e.V.